# Maxime Etuin
Maxime Etuin, né le 15 août 1995 à Quimper en France, est un footballeur français qui évolue au poste de milieu de terrain au SM Caen.

## Biographie

### Formation
Né à Quimper en France, Maxime Etuin commence le football à six ans, avec le club de son quartier, le Quimper Penhars FC avant de rejoindre le Stade quimpérois. Il rejoint ensuite l'un des clubs les plus importants de Bretagne, le Stade rennais, où il poursuit sa formation. Il joue avec l'équipe réserve mais sans jamais intégrer le groupe professionnel. Le club ne lui propose pas de contrat professionnel et il quitte finalement Rennes en 2015.

#### FC Lorient

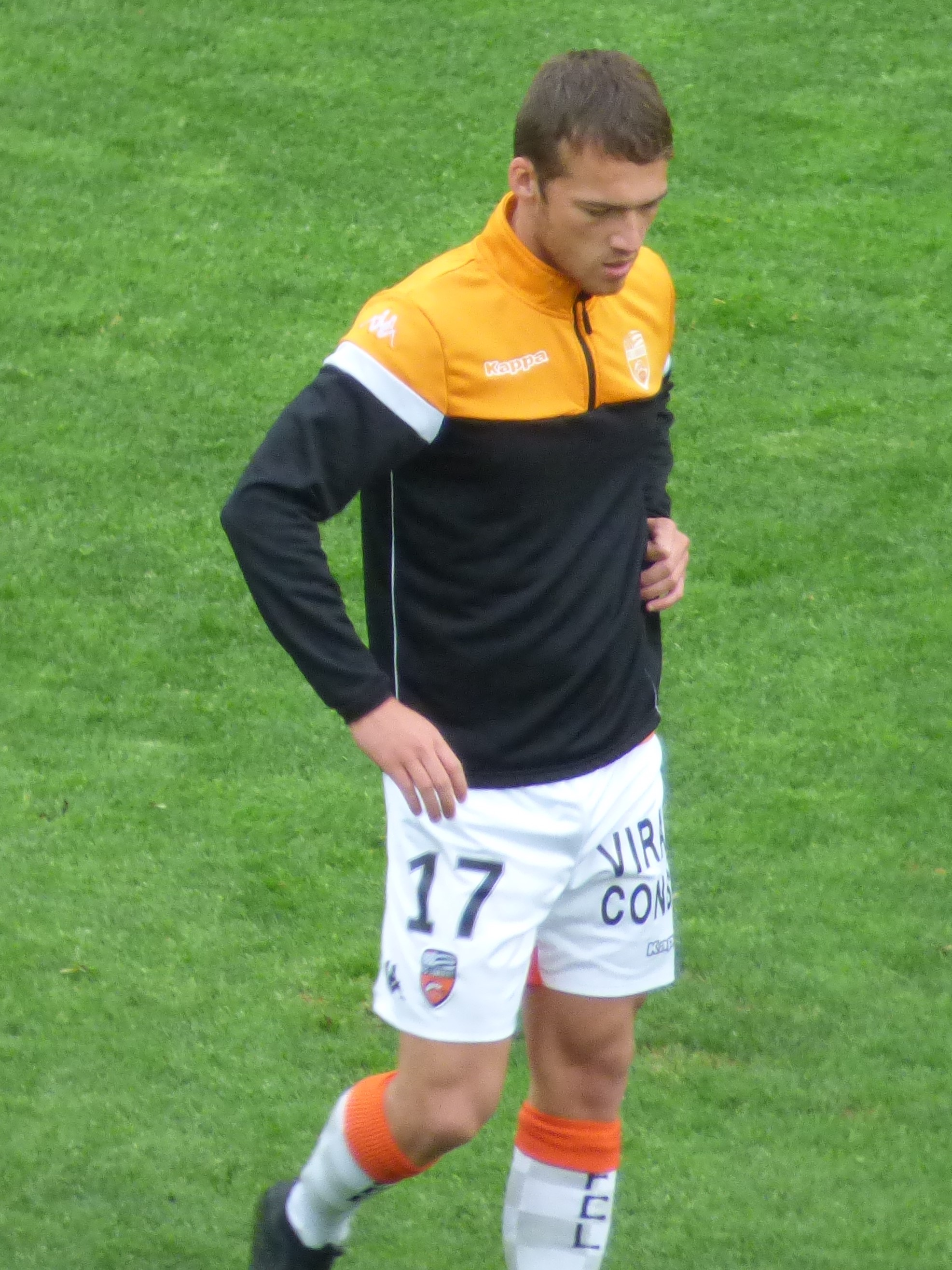
Etuin avec le FC Lorient en 2019.

C'est au FC Lorient que Maxime Etuin poursuit sa carrière de footballeur, en 2015. Dans un premier temps intégré à l'équipe réserve des Merlus, il signe son premier contrat professionnel à l'été 2017 et connait une première apparition avec l'équipe professionnelle à 22 ans, le 13 janvier 2018, alors que le FCL affronte le Gazélec d'Ajaccio pour un match de la saison 2017-2018 de Ligue 2. Ce jour-là il entre en jeu à la place de Franklin Wadja et le FC Lorient s'impose par quatre buts à un. Le 9 mai 2018, Etuin prolonge son contrat avec Lorient de deux saisons, soit jusqu'en juin 2020.
Au cours de la saison 2018-2019, sous les ordres de Mickaël Landreau, Maxime Etuin devient un membre important de l'équipe, il participe à 27 rencontres de Ligue 2.
Il participe à son premier match sous les ordres de Christophe Pélissier, le 14 septembre contre Clermont en remplaçant Enzo Le Fée à la 75e minute de jeu. Malheureusement, quelques minutes plus tard, il est exclu pour un pied jugé trop haut par l'arbitre de la rencontre, sur la poitrine d'un joueur clermontois.

#### Le Mans FC
Le 3 août 2020, alors qu'il est libre de tout contrat après son départ de Lorient, il s’engage au Mans FC,, club évoluant alors en National. Il fait sa première apparition pour le club contre le FC Annecy le 21 août 2020. Il entre en jeu et les deux équipes se neutralisent (3-3 score final). Il joue au total 20 matchs pour aucun but marqué.

#### US Concarneau
Depuis 2021, Etuin évolue à l'US Concarneau, club de National où il inscrit son premier but, le 1er octobre 2021 lors d'une victoire 1-0 face à l'US Créteil-Lusitanos. Il joue pendant deux saisons en National, en jouant 58 matchs sur 68 et devenant champion de National avec le club finistérien. 
De retour en Ligue 2, le milieu-défensif est titulaire indiscutable et face au Valenciennes FC, il inscrit son premier but en Ligue 2 en transformant un penalty. Il permet à son équipe de s'imposer par un but à zéro. Il termine la saison avec 33 matchs joués pour 2 penaltys inscrits.

## Statistiques
| Saison                | Club                  | Championnat           | Championnat | Championnat | Championnat | Coupe nationale | Coupe nationale | Coupe nationale | Coupe de la Ligue | Coupe de la Ligue | Coupe de la Ligue | Total | Total | Total |
| Saison                | Club                  | Division              | M.          | B.          | P.d.        | M.              | B.              | P.d.            | M.                | B.                | P.d.              | M.    | B.    | P.d.  |
| 2017-2018             | FC Lorient            | Ligue 2               | 6           | 0           | 1           | 3               | 0               | 0               | 0                 | 0                 | 0                 | 9     | 0     | 1     |
| 2018-2019             | FC Lorient            | Ligue 2               | 27          | 0           | 1           | 1               | 0               | 0               | 3                 | 0                 | 0                 | 31    | 0     | 1     |
| 2019-2020             | FC Lorient            | Ligue 2               | 1           | 0           | 0           | 1               | 0               | 0               | 1                 | 0                 | 0                 | 3     | 0     | 0     |
| Sous-total            | Sous-total            | Sous-total            | 34          | 0           | 2           | 5               | 0               | 0               | 4                 | 0                 | 0                 | 43    | 0     | 2     |
| 2020-2021             | Le Mans FC            | National              | 20          | 0           | 2           | -               | -               | -               | -                 | -                 | -                 | 20    | 0     | 2     |
| 2021-2022             | US Concarneau         | National              | 28          | 3           | 3           | 2               | 0               | 0               | -                 | -                 | -                 | 30    | 3     | 3     |
| 2022-2023             | US Concarneau         | National              | 30          | 0           | 4           | 3               | 0               | 0               | -                 | -                 | -                 | 33    | 0     | 4     |
| 2023-2024             | US Concarneau         | Ligue 2               | 32          | 2           | 0           | 1               | 0               | 0               | -                 | -                 | -                 | 33    | 2     | 0     |
| 2024-2025             | US Concarneau         | National              | 27          | 5           | 0           | 3               | 1               | 0               | -                 | -                 | -                 | 30    | 6     | 0     |
| Sous-total            | Sous-total            | Sous-total            | 117         | 10          | 9           | 9               | 1               | 0               | 0                 | 0                 | 0                 | 126   | 11    | 9     |
| 2025-2026             | SM Caen               | National              | 2           | 0           | 1           | -               | -               | -               | -                 | -                 | -                 | 2     | 0     | 1     |
| Total sur la carrière | Total sur la carrière | Total sur la carrière | 173         | 10          | 12          | 14              | 1               | 0               | 4                 | 0                 | 0                 | 191   | 11    | 12    |

## Palmarès

### En club
| FC Lorient (1)               | US Concarneau (1)             |
| ---------------------------- | ----------------------------- |
| - Ligue 2 - Champion : 2020. | - National - Champion : 2023. |